# Association sportive Bakaridjan de Barouéli
 (février 2008).
Si vous disposez d'ouvrages ou d'articles de référence ou si vous connaissez des sites web de qualité traitant du thème abordé ici, merci de compléter l'article en donnant les références utiles à sa vérifiabilité et en les liant à la section « Notes et références ».
Maillots
L'Association Sportive Bakaridjan de Barouéli est un club malien de football  créé le 23 mai 1989 et situé à Barouéli. Ses couleurs sont le rouge et le vert et sa devise, « Travail – Discipline – Unité ».
Président : Amadou Baïba Kouma 

## Parcours
- Coupe du Mali
  - 2002-2003 : éliminé en seizième de finale par la Renaissance AC de Ségou (1-0).
  - 2003-2004 : éliminé en huitième de finale par le Djoliba AC de Bko (2-1).
  - 2004-2005 : éliminé en huitième de finale par le debo club de Mopti (2-1).
  - 2005-2006 : quarts de finale, éliminée par le CSK (2-1).
  - 2006-2007 : finalistes de la 47e édition battue par le Djoliba AC (2-0).

- Championnat du Mali
  - 2004-2005 : montée en D1
  - 2005-2006 : 12e du championnat national
  - 2006-2007 : 8e du championnat national
  - 2007-2008 : 4e après 6 journées avec 11 points

## Effectifs Saison 2022-2023
| Prénom Nom              | Poste     |
| Yacouba coulibaly       | Gardiens  |
| Youssouf Tamboura       | Gardiens  |
| Kalifa Diarra           | Gardiens  |
| Alassane Diallo         | Gardiens  |
| Daba Sogoba             | Défenseur |
| Bakary Traoré           | Défenseur |
| Kolo Mohamed Traoré     | Défenseur |
| Mahamadou Sacko         | Défenseur |
| Makan Camara            | Défenseur |
| Ibrahim Keïta           | Défenseur |
| Moustaphe Diallo        | Défenseur |
| Oumar Bah               | Défenseur |
| Fousseyni koné          | Défenseur |
| Abdoulaye Dine Mariko   | Milieu    |
| Abdrahamane Traoré Pino | Milieu    |
| Bourama Diallo          | Milieu    |
| Ibrahim Gadiaga         | Attaquant |
| Mamadou Sissoko         | Attaquant |
| Amadou Traoré           | Attaquant |
| Mahamadou Mery Koné     | Attaquant |
| Abdoul Salam Dembélé    | Attaquant |
| Aboubacar Kané          | Attaquant |
| Karim Coulibaly         | Attaquant |
| Abdoulaye Keïta         | Attaquant |
| Sinaly Simpara          | Attaquant |
| Phylipe Diarra          | Attaquant |
| Babaye Niangadou        | Attaquant |
| Abdoul Karim Koné       | Relayeur  |
| Douba Dembélé           | Relayeur  |
| Malama Kassambara       | Relayeur  |

1. ↑  Seuls les principaux titres en compétitions officielles sont indiqués ici.